# Area 51: An Uncensored History of America's Top Secret Military Base
Area 51: An Uncensored History of America's Top Secret Military Base (tạm dịch: Khu vực 51: Lịch sử không bị kiểm duyệt khu Căn cứ Quân sự Tối mật của Mỹ) là một cuốn sách của nhà báo người Mỹ Annie Jacobsen viết về căn cứ quân sự bí mật Khu vực 51 của Mỹ.

## Nội dung
Cuốn sách, dựa trên các cuộc phỏng vấn với những nhà khoa học và kỹ sư làm việc tại Khu vực 51, đề cập đến sự cố UFO tại Roswell và bác bỏ câu chuyện về người ngoài hành tinh. Thay vào đó, nó gợi ý rằng Josef Mengele đã được nhà lãnh đạo Liên Xô Joseph Stalin tuyển dụng tham gia vào việc tạo ra "những phi công kỳ cục, kích cỡ trẻ em" được điều khiển từ xa và hạ cánh xuống nước Mỹ để gây náo loạn giống như chương trình radio drama năm 1938 War of the Worlds của Orson Welles, nhưng chiếc máy bay bị rơi và vụ việc được người Mỹ che đậy. Jacobsen viết rằng các thi thể được tìm thấy tại địa điểm máy bay rơi là trẻ em. Kỳ dị nhưng cũng biến dạng tương tự, khoảng 12 tuổi, mỗi người cao dưới 5 feet, với cái đầu lớn và đôi mắt to quá khổ có hình dạng bất thường. "Họ không phải là người ngoài hành tinh cũng không phải là phi công bay theo thỏa thuận, mà là những chú lợn giống Guinea của con người", tác giả cho biết.  Jacobson còn phỏng vấn Richard Mingus chính là người phác thảo một sự cố theo đó Khu vực 6 bị tấn công bằng súng trong quá trình chuẩn bị cho một vụ nổ thử hạt nhân.

## Nhận xét
"[Họ] không phải là người ngoài hành tinh cũng không phải là

phi công bay theo thỏa thuận, mà là những chú lợn giống Guinea của con người."

Cuốn sách nhận được nhiều ý kiến trái chiều. Tờ Los Angeles Times đã gọi sách này "rất dễ đọc" và "được nghiên cứu sâu sắc...một giấc mơ cho những người yêu thích hàng không và quân sự." TIME.com đã viết rằng "Area 51 có một thiếu sót," ám chỉ phi thuyền Roswell mà Jacobsen tường thuật là một trò lừa bịp của Liên Xô. The Daily Beast gọi nó là một "cuốn sách mới gây tiếng vang." The New York Times viết: "Mặc dù luận điểm kết nối các dấu chấm này của U.F.O. chỉ là một phụ lục nghe có vẻ vội vàng cho một cuốn sách điều tra đơn giản về lịch sử hàng không và quân sự, nhưng nó tạo nên một ấn tượng không thể xóa nhòa. Area 51 có khả năng trở nên nổi tiếng nhất với hành vi khiêu khích khoa học viễn tưởng".  Tờ Times lưu ý rằng "cuốn sách nổi bật vì sự tận tâm cố gắng của tác giả đối với nghiên cứu của mình".
Những nhận định khác kém phần tích cực hơn. Chẳng hạn, nhà sử học không gian Dwayne Day, đã gọi Area 51 là một "cuốn sách có nguồn tài liệu kém cỏi, chứa đầy lỗi" trong đó tác giả đưa ra lập luận "bất chấp lẽ thường" và dựa vào một nguồn tài liệu ẩn danh. Jeffrey T. Richelson và Robert S. Norris, phê bình những sai sót thực tế của Jacobsen trên blog Washington Decoded, đã nói rằng "[t]ại đây có quá nhiều sai lầm đến mức khó biết bắt đầu từ đâu... Area 51 là một nghiên cứu điển hình về việc làm thế nào để không nghiên cứu và viết về các hoạt động tuyệt mật". Sử gia Richard Rhodes, viết trên tờ The Washington Post, cũng chỉ trích cách đưa tin giật gân của cuốn sách về "tin tức cũ kỹ" và bản tường thuật "đầy lỗi" của nó. Ông viết: "Tất cả các tuyên bố từ [nguồn tin chính của cô ấy] đều xuất hiện trong một hoặc một số cuốn sách và tài liệu khác nhau được công bố rộng rãi về Roswell/UFO/Area 51 được các tín đồ, kẻ lừa đảo và học giả tìm ra trong 60 năm qua. Khi gán cho những câu chuyện đó, cô ấy kể về một kỹ sư giấu tên và cựu binh của Dự án Manhattan trong khi dường như không tiến hành việc nghiên cứu thậm chí rất nhỏ về nguồn tin của người này, Jacobsen cho thấy bản thân ở mức tối thiểu là cả tin hoặc không đủ năng lực báo chí". Cuốn sách đã bị giới phê bình chỉ trích gay gắt vì những sai sót lớn trong một bài tiểu luận của một thành viên cấp cao tại Liên đoàn Nhà khoa học Hoa Kỳ và một thành viên cấp cao tại Cục Lưu trữ An ninh Quốc gia.